# Edge of Nowhere
Edge of Nowhere é um jogo eletrônico de ação em realidade virtual desenvolvido pela Insomniac Games e publicado pela Oculus Studios. Foi lançado exclusivamente para Oculus Rift em 6 de junho de 2016.

## Sinopse
Victor Howard está à procura de sua noiva Ava Throne, que fazia parte de uma expedição para a Antártica. Sua missão de resgate tem uma virada repentina enquanto se aventura mais afundo em um mundo monstruoso onde a realidade se dobra ao seu redor. Ele encontra criaturas perturbadoras e escala montanhas perigosas para encontrar sua noiva enquanto cai na loucura.

## Recepção
Edge of Nowhere teve uma recepção relativamente positiva por parte da crítica. No agregadorMetacritic, o jogo tem um índice de aprovação de 71/100 a partir de onze resenhas profissionais.